# 遵阳街道
遵阳街道是中华人民共和国安徽省滁州市琅琊区下辖的一个街道办事处。

## 行政区划
遵阳街道下辖以下村级行政区划单位：
遵阳街社区、卫民社区、文德桥社区、四牌楼社区、鼓楼社区、东后街社区、胜利社区。